# Sociedad Deportiva Cultural San Antonio
A Sociedad Deportiva Cultural San Antonio foi um time espanhol de Pamplona, Navarra. Foi um dos principais clubes de handebol da Espanha e da Europa, tendo conquistado diversos títulos nacionais e internacionais. Encerrou suas atividades em 2013 devido à falta de patrocínio e problemas econômicos.

## Palmarés

### Torneios nacionais
Campeonato Espanhol
- Campeão: 2001-02 e 2004-05.
- Vice-campeão: 1997-98, 1999-00 e 2006-07.

 Copa do Rei
- Campeão: 1998-99 e 2000-01.
- Vice-campeão: 1997-98.

 Copa ASOBAL
- Vice-campeão: 1999-00, 2000-01, 2001-02, 2004-05, 2005-06 e 2006-07.

 Supercopa Espanhola
- Campeão: 2001-02, 2002-03 e 2005-06.
- Vice-campeão: 1999-00.

### Torneios internacionais
Liga dos Campeões da Europa
- Campeão: 2000-01.
- Vice-campeão: 2002-03 e 2005-06.

 Supercopa Europeia
- Campeão: 1999-00.
- Vice-campeão: 2001-02.

 Recopa Europeia
- Campeão: 1999-00 e 2003-04.